# Kaz Bałagane
Kaz Bałagane, właściwie Jacek Świtalski (ur. 26 kwietnia 1988  w Warszawie) – polski raper, autor tekstów, producent muzyczny i przedsiębiorca.
Współpracował z takimi wykonawcami, jak Taco Hemingway, Białas, Paluch, Małolat, Pezet, Żabson, Kizo, Szpaku, Bonus RPK, Peja, Młody Dron, Smolasty, PRO8L3M, Don Poldon, Gicik A’Mane, Avi czy Belmondawg, z którym współtworzył duet, który dał początek zespołowi Mobbyn, współtworzącemu kolektyw HEWRA MOBBYN. Oprócz działalności muzycznej prowadzi wytwórnię Narkopop.

## Życiorys
Bałagane pierwsze kroki w świecie muzyki stawiał jako producent. W 2009 roku wyprodukował utwór „Kolor” z gościnnym udziałem O.S.T.R.-a, który otrzymał instrumental od Kaza zaledwie dzień wcześniej.
W 2014 roku ukazał się nagrany wraz z Belmondawgiem mixtape Sos, ciuchy i borciuchy. Raper dał się poznać szerszej publiczności płytą „Lot022”. Przełomowy dla rapera był rok 2016, gdzie zadebiutował albumem Źródło LP wydanym nakładem Step Records. Ponadto wydał longplay Radio Gruz i mixtape Hugo Bucc 2. 24 sierpnia 2017 odbyła się premiera nowego albumu Kaza Narkopop, który dotarł do 6. miejsca listy sprzedaży – OLiS. Wydany własnym sumptem album zebrał pozytywne recenzje.
10 marca 2019 roku został zatrzymany przez policję w związku ze sprawą dotyczącą ustawy o przeciwdziałaniu narkomanii. W jego obronie stanęli: Jakub Żulczyk, Bonus RPK, Liroy, Kukon, Young Igi, W.E.N.A. i Hewra, a w mediach społecznościowych popularne były hasztagi #stoppomowieniom oraz #freebalagane. Po ponad 2 miesiącach, w maju tego samego roku, opuścił areszt.

## Twórczość
W swoich utworach snuje historie o życiu w stolicy i lokalnym półświatku. Każdy album jest dokumentacją konkretnego okresu w życiu rapera. Teksty artysty są pełne niecodziennych zabiegów fleksyjnych i neologizmów.

## Życie prywatne
Ma córkę. Związany jest z psią behawiorystką Malwiną Skórską, znaną w internecie jako matka boska, która wystąpiła gościnnie wraz z Avim w numerze "Szukam Cienia" z albumu Cock.0z Mixtape.

## Dyskografia

### Albumy studyjne
| Rok                                                    | Album                                                                                                  | Pozycja na liście | Sprzedaż       | Certyfikat              |
| Rok                                                    | Album                                                                                                  | POL               | Sprzedaż       | Certyfikat              |
| ------------------------------------------------------ | --- | ----------------- | -------------- | ----------------------- |
| 2016                                                   | Źródło LP - Data: 13 maja 2016 - Wydawca: Step Records - Format: CD, digital download                  | 22                |                |                         |
| 2016                                                   | Radio Gruz - Data: 18 września 2016 - Wydawca: Narkopop - Format: CD, digital download                 | —                 |                |                         |
| 2017                                                   | Narkopop - Data: 24 sierpnia 2017 - Wydawca: Narkopop - Format: CD, digital download                   | 6                 | - POL: 15 000+ | - ZPAV: złota płyta     |
| 2018                                                   | Chleb i miód - Data: 15 czerwca 2018 - Wydawca: Narkopop - Format: CD, digital download                | 31                |                |                         |
| 2018                                                   | Książę nieporządek - Data: 7 grudnia 2018 - Wydawca: Narkopop - Format: CD, digital download           | 14                |                |                         |
| 2019                                                   | Polska gotówkowa (oraz APmg) - Data: 6 grudnia 2019 - Wydawca: Narkopop - Format: CD, digital download | 6                 | - POL: 15 000+ | - ZPAV: złota płyta     |
| 2020                                                   | Digital Scale Music - Data: 23 października 2020 - Wydawca: Narkopop - Format: CD, digital download    | 3                 | - POL: 15 000+ | - ZPAV: złota płyta     |
| 2021                                                   | Cock.0z Mixtape - Data: 27 sierpnia 2021 - Wydawca: Narkopop - Format: CD, digital download            | 1                 | - POL: 30 000+ | - ZPAV: platynowa płyta |
| 2023                                                   | B&B Warsaw - Data: 14 kwietnia 2023 - Wydawca: Narkopop - Format: CD, digital download                 | 2                 | - POL: 30 000+ | - ZPAV: platynowa płyta |
| 2024                                                   | A nie mówiłem? - Data: 4 października 2024 - Wydawca: Narkopop - Format: CD, digital download          | 1                 | - POL: 30 000+ | - ZPAV: platynowa płyta |
| „—” oznacza że album nie był notowany na danej liście. | |                   |                |                         |

### Minialbumy
- Lot022[41] (oraz Smolasty) (2015)
- Single 2017 (2017)
- Narkopop Wave (2021)
- Narkopop Wave 2 (2023)

### Mixtape’y
- Czorty i inne sporty  (2011)
- Hugo Bucc  (2012)
- Sos, ciuchy i borciuchy (oraz Bel Mondo) (2014)
- Hugo Bucc 2 (2016)

### Single
| Rok  | Tytuł                                               | Certyfikat                              | Album               |
| ---- | --------------------------------------------------- | --------------------------------------- | ------------------- |
| 2016 | „Do następnego” (gośc. Belmondo)                    | - ZPAV: złota płyta                     | Źródło LP           |
| 2017 | „Trendsetter”                                       | - ZPAV: platynowa płyta                 | Narkopop            |
| 2018 | „Z wami” (gośc. Szpaku, Kizo)                       | - ZPAV: złota płyta - ZPAV: złota płyta | Chleb i miód        |
| 2020 | „Zegar” (gośc. Kabe)                                | - ZPAV: złota płyta                     | Digital Scale Music |
| 2020 | „Nowe szklane domy” (gośc. Taco Hemingway)          | - ZPAV: złota płyta                     | Digital Scale Music |
| 2020 | „Za linią” (gośc. Pezet)                            | - ZPAV: złota płyta                     | Digital Scale Music |
| 2022 | „Facetime” (oraz Diho)                              | - ZPAV: złota płyta                     | singel niealbumowy  |
| 2022 | „Warsaw Vice” (oraz Avi)                            | - ZPAV: platynowa płyta                 | Mały książę         |
| 2022 | „Numer o spodenkach krótkich”                       | - ZPAV: złota płyta                     | B&B Warsaw          |
| 2022 | „Ratchet Business Class” (gośc. Kukon, Kronkel Dom) | - ZPAV: złota płyta                     | singel niealbumowy  |
| 2023 | „Jak żyć w WWA?”                                    | - ZPAV: złota płyta                     | B&B Warsaw          |
| 2023 | „Za dużo” (gośc. Benito)                            | - ZPAV: złota płyta                     | B&B Warsaw          |
| 2023 | „Moonrock” (gośc. Szpaku)                           | - ZPAV: platynowa płyta                 | B&B Warsaw          |
| 2024 | „Red Flag”                                          | - ZPAV: złota płyta                     | A nie mówiłem?      |
| 2024 | „Multisport” (gośc. Oskar83)                        | - ZPAV: 3× platynowa płyta              | A nie mówiłem?      |
| 2024 | „Kawałek nieba” (gośc. Kukon)                       | - ZPAV: złota płyta                     | A nie mówiłem?      |

Występy gościnne
| Rok  | Tytuł                                                 | Certyfikat              | Album                   |
| ---- | ----------------------------------------------------- | ----------------------- | ----------------------- |
| 2019 | „Mr. Gino” (Kizo; gośc. Paris Platynov, Kaz Bałagane) | - ZPAV: platynowa płyta | Pegaz                   |
| 2022 | „London Rain” (Kukon; gośc. Kaz Bałagane)             | - ZPAV: platynowa płyta | Kukonozaur Mixtape Mood |
| 2022 | „Criminal” (Louis Villain; gośc. Kaz Bałagane)        | - ZPAV: złota płyta     | Maestro                 |

### Inne certyfikowane utwory
| Rok  | Tytuł                                              | Certyfikat              | Album       |
| ---- | -------------------------------------------------- | ----------------------- | ----------- |
| 2016 | „Kulig” (gośc. DMN)                                | - ZPAV: platynowa płyta | Hugo Bucc 2 |
| 2021 | „GeForce” (PRO8L3M; gośc. Kaz Bałagane, Szpaku)    | - ZPAV: platynowa płyta | Fight Club  |
| 2024 | „Filmy” (Szpaku, Deemz; gośc. Gibbs, Kaz Bałagane) | - ZPAV: złota płyta     | Mati EP     |